# DBO’er

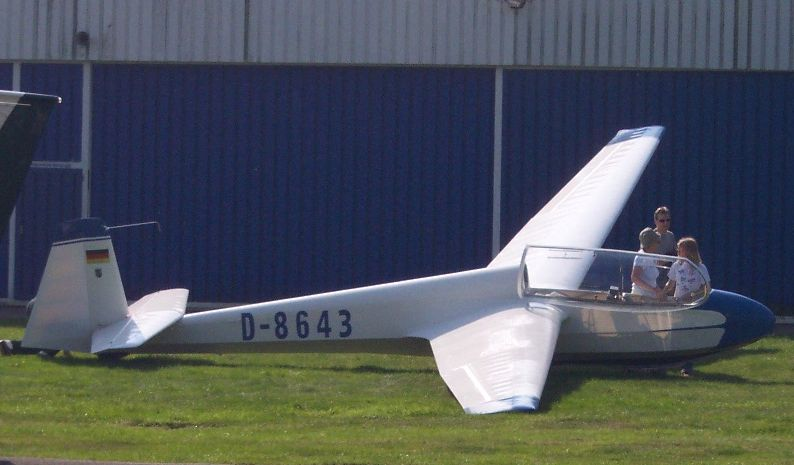
een Schleicher ASK 13, een veel gebruikt lesvliegtuig voor DBO

DBO’er is de benaming voor een leerling-zweefvlieger. DBO staat voor dubbel besturingsonderricht.
De leerling zal eerst een aantal (door de instructeur te bepalen hoeveelheid, gemiddeld 50) starts met een instructeur maken om te leren vliegen. Vindt de instructeur dat deze DBO’er genoeg ervaring heeft, dan kan hij of zij solo gaan vliegen, mits een tweede instructeur ook toestemming geeft. Vliegt de DBO’er alleen, dan wordt hij solist genoemd. Dit houdt in dat hij alleen mag vliegen, maar nog wel onder de verantwoordelijkheid van de instructeur staat. 